# Винянело
Винянѐло (на италиански: Vignanello) е малко градче и община в Централна Италия, провинция Витербо, регион Лацио. Разположено е на 369 m надморска височина. Населението на общината е 4823 души (към 2010 г.).